# REN
Pour les articles homonymes, voir Ren.
Ne doit pas être confondu avec Redes Energéticas Nacionais.
REN TV (alphabet cyrillique : РЕН ТВ) est une chaîne de télévision généraliste commerciale privée fédérale russe.

## Histoire de la chaîne
REN TV fut créée par Irena Lesnevskaya et Dmitry Lesnevsky sur les bases de la société de production REN TV, dont les productions à succès furent diffusées sur la plupart des grandes chaînes russes.

Logo de REN TV du 1er janvier 1999 au 3 septembre 2006
Logo de REN TV du 3 septembre 2006 au 6 août 2007
2007-2010
2014-2015
depuis 2017

## Organisation

### Dirigeants
Présidents :
- Irina Lesnevskaïa : 01/01/1997 - 30/06/2005
- Alexandre Ordjonikidzé

### Capital
REN TV est éditée par REN TV Media Holding.
Jusqu'au 1er juillet 2005, REN TV Media Holding appartenait à ses créateurs, Irina Lesnevskaïa et son fils (30 %), et à la société d'énergie russe EES Rossii (70 %) dirigée par Anatoli Tchoubaïs. En 2006, REN TV Media Holding est rachetée par RTL Group (30 %) et les compagnies russes Severstal (35 %) et Surgutneftegaz (35 %).

## Programmes
REN TV vise un public de jeunes actifs urbains de 18 à 45 ans, mais essaye d'élargir sa base en s'appuyant sur une programmation familiale.
La chaîne produit la plupart des programmes diffusés sur son antenne dont ; les journaux télévisés, les soap operas, les comédies ou les films d'action.

### Séries
- Les 4400 (Première diffusion : 26 novembre 2006)
- Prison Break (série télévisée) (Première diffusion : 4 septembre 2006)
- Supernatural (Première diffusion : septembre 2006)
- Earl (Première diffusion : septembre 2006)
- Les Griffin
- Les Simpson
- Friends
- X-Files : Aux frontières du réel
- M*A*S*H

## Diffusion
Le réseau REN TV réunit 406 télévisions indépendantes en Russie et dans la Communauté des États indépendants (CEI). Ses programmes sont reçus dans 718 agglomérations du territoire russe, de Kaliningrad à l'ouest à Ioujno-Sakhalinsk à l'est. Son audience potentielle est de 113,5 millions de téléspectateurs. De plus, REN TV collabore avec dix diffuseurs satellite et dix-neuf opérateurs câble en CEI où 181 villes peuvent capter son signal.